# Museu de Enigaldi-Nana
O museu de Enigaldi-Nana é tido por alguns historiadores como o primeiro museu do mundo, embora isso seja especulativo. Data de cerca de 530 a.C. O curador foi a princesa Enigaldi, filha de Nabonido, o último rei do Império Neobabilônico. Ele estava localizado no estado de Ur, na atual província de Dicar, no Iraque, a cerca de 150 metros sudeste do famoso Zigurate de Ur.

## História
Quando os arqueólogos escavaram certas partes do complexo do palácio e do templo em Ur, eles determinaram que as dezenas de artefatos, ordenadamente dispostos lado a lado, cujas idades variavam por séculos, eram na verdade peças de museu - já que eles vinham com o que finalmente foi determinado como "rótulos de museu". Estes consistiam em rolos cilíndricos de argila com selos em três idiomas diferentes. O pai de Enigaldi, Nabonido, um antiquário e restaurador de antiguidades, ensinou-a a apreciar artefatos antigos. Seu pai é conhecido como o primeiro arqueólogo sério e influenciou Enigaldi a criar seu museu educacional da antiguidade.
Os terrenos do palácio que incluíam o museu ficavam no edifício antigo chamado E-Gig-Par, que também possuía seus aposentos. Os jardins do palácio também incluíam os edifícios subsidiários do palácio.

## Conteúdo

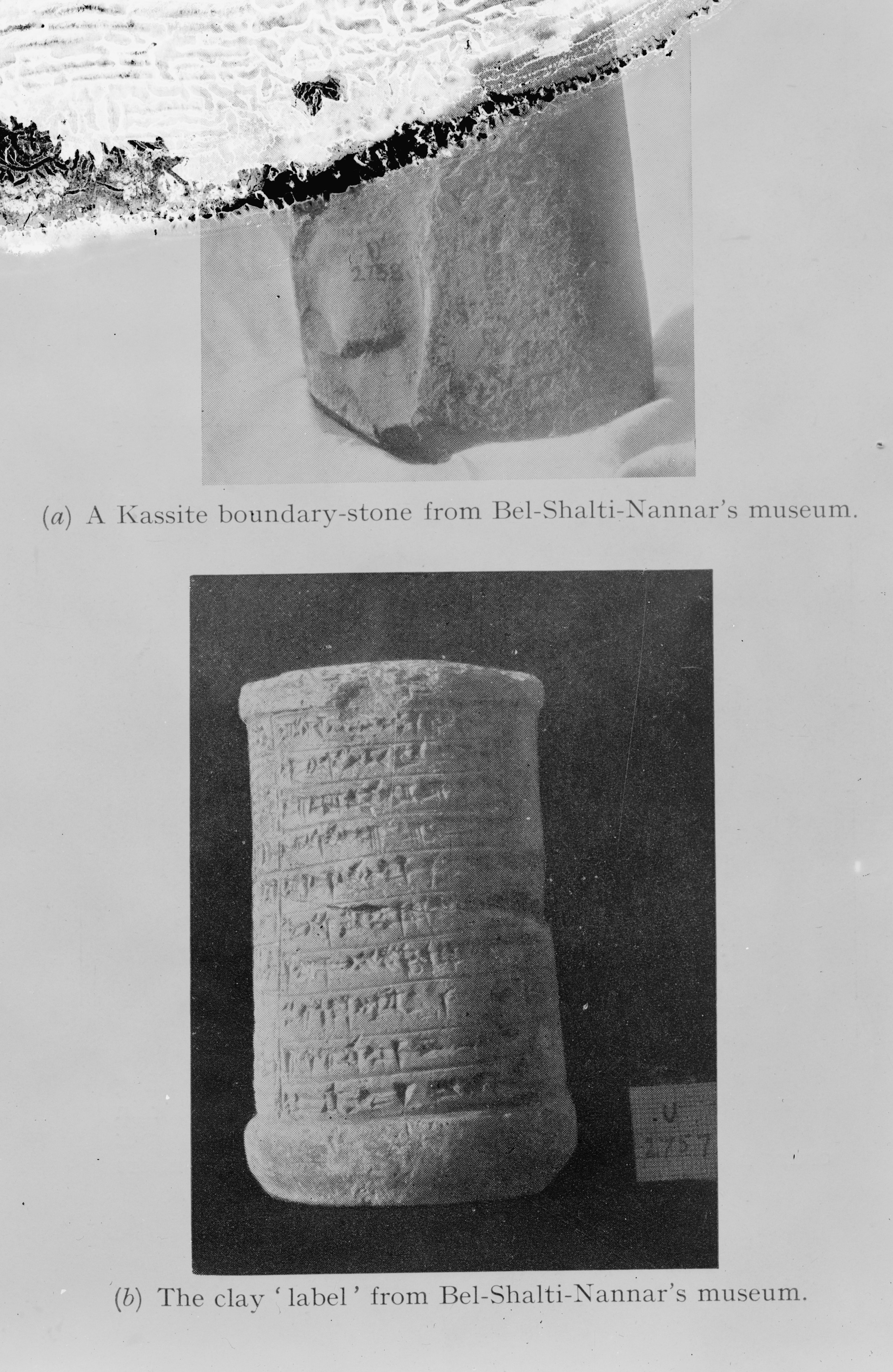
Abaixo, um cilindro de argila inscrito com uma descrição em três idiomas, usado no museu de Enigaldi para acompanhar um artefato antigo; estes são os primeiros "rótulos de museu" conhecidos

Quando o arqueólogo Leonard Woolley escavou as ruínas do museu, descobriu-se que seu conteúdo era rotulado usando tabuletas e rolos de argila. Muitos dos artefatos foram originalmente escavados por Nabonido, pai de Enigaldi, e eram do século XX a.C. Alguns artefatos foram coletados anteriormente por Nabucodonosor. Acredita-se que alguns tenham sido escavados pela própria Enigaldi. Os itens já tinham muitos séculos de idade na época de Enigaldi e vinham das regiões sul da Mesopotâmia.
Enigaldi armazenou os artefatos em um templo ao lado do palácio onde ela morava. Ela usou as peças do museu para explicar a história da região e interpretar aspectos materiais da herança de sua dinastia.
Os "rótulos de museu" (os mais antigos conhecidos pelos historiadores) para os itens encontrados no museu eram cilindros de argila com texto descritivo em três idiomas diferentes.
Alguns desses artefatos eram: 
- Um Cudurru, marcador de limite cassita (esculpido com uma cobra e emblemas de vários deuses).
- Parte de uma estátua do rei Sulgi
- Um cone de argila que fazia parte de um edifício em Larsa.[2]